# Chaim Schitlowsky

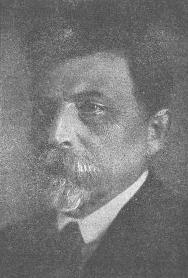
Chaim Schitlowsky

Chaim Schitlowsky (jiddisch חיים זשיטלאווסקי; russisch Хаим Осипович Житловский/Chaim Ossipowitsch Schitlowski; auch: Chaim Zhitlowsky, Chaim Schitlowski oder Chaim Shitlowskij; * 19. April 1865 in Uschatschy, Gouvernement Witebsk, Russisches Kaiserreich; † 6. Mai 1943 in Calgary, Kanada) war ein jiddischer Schriftsteller, Führungsfigur des Jiddischismus sowie der jüdischen Arbeiterbewegung, jüdisch-nationaler sozialistischer Theoretiker und Agitator sowie „einer der bedeutendsten Übersetzer in die jiddische Sprache“ (Heine, Nietzsches Zarathustra, Herwegh). Außerdem war er einer der Mitbegründer der Sozialrevolutionären Partei Russlands und eigenständiger Philosoph im Umfeld des Neukantianismus.

## Leben

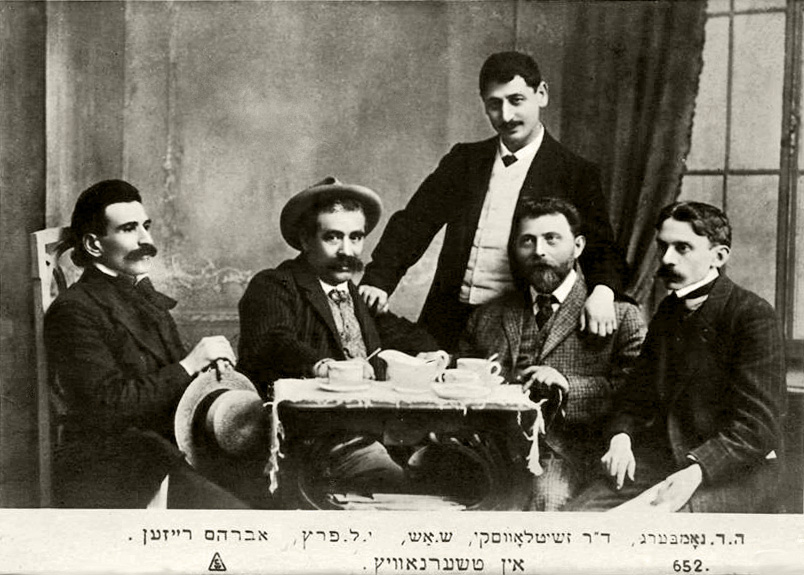
Abraham Reisen; Itzhok Lejb Perez; Schalom Asch; Chaim Schitlowsky und Hirsch David Nomberg 1908 während der Czernowitz-Konferenz (von links)

Der Vater, Joseph Schitlowsky, ein orthodoxer Jude, schloss sich unter dem Einfluss des Schwiegervaters dem Chassidismus an und war gleichzeitig ein erfolgreicher Geschäftsmann, der als Flachseinkäufer die beginnende Industrialisierung und die damit verbundenen Möglichkeiten auch für Juden nutzte. Chaim Schitlowsky besuchte zunächst das Gymnasium in Witebsk und wurde dort durch den Einfluss eines Mitschülers, des späteren sozialistischen Politikers Chaim Ratner, Sozialist und assimilierte sich an die russische Kultur. Er russifizierte seinen Namen zu Jefim Ossipowitsch und begann mit seinem Freund Shlomo An-ski philosophische Literatur, Heinrich Heine, Ludwig Börne und die russische radikale Literatur zu studieren. Nachdem er für die Prüfungen zur Quarta nicht zugelassen wurde, ging er, ohne die Schule zu beenden, gemeinsam mit An-ski zu Beginn des Jahres 1882 nach Tula. Dort wohnten sie bei einem Vetter An-skis und Schitlowsky vertiefte sich in die Lektüre revolutionärer russischer Magazine. Er las Pjotr Lawrow, Ferdinand Lassalle und Karl Marx. Im Sommer 1883 besuchte ihn die Mutter, mit der er nach Uschatschy zurückkehrte. Dort, in der traditionellen jüdischen Umgebung, las er die hebräischen Zeitungen Ha-Melitz und Ha-Zefira und interessierte sich für die palästinophile Bewegung der Biluim.
1884 erschien in der Januarnummer der russischen Zeitschrift Otetschestwennye Sapiski (Vaterländische Annalen) eine Parabel von Michail Saltykow-Schtschedrin unter dem Titel „Der alte Wolf“. Schitlowsky bezog diese auf das Judentum und war schwer getroffen. In der Parabel, von der Interpreten allgemein annehmen, es sei das Zarentum gemeint, wird dargestellt, dass es für den „Wolf“, der nur Fleisch fressen könne, unmöglich sei, sein Leben zu ändern, und der daher seiner Tötung durch die Bauern letztlich zustimmen müsse. Schitlowsky glaubte jedoch, es seien die Juden gemeint. Dies führte, auch angesichts der in diesem Jahr in Russland und der Ukraine stattfindenden schweren Pogrome, zur dauerhaften Hinwendung Schitlowskys zu einer nationaljüdischen Haltung: Wir sind Wölfe? Alle die Meinen, die um mich, sind Wölfe? ... Menschen sind wir und wir werden unser menschliches Leben bauen, und solange ihr Russen als ein Volk lebt, wollen auch wir als ein Volk leben, und gerade hierzulande! Russland gehört uns gerade so wie euch!
1885 versuchte Schitlowsky eine jüdische Sektion der Narodnaja Wolja unter dem Namen Teschuath Israel (Rettung Israels) zu gründen. Das Zentralkomitee der Narodnaja Wolia lehnte dies, wie Schitlowsky meinte, aufgrund des Einflusses der dort vertretenen assimilatorisch gesinnten jüdischen Mitglieder ab.
Nach einem Aufenthalt in Sankt Petersburg, wo er im Selbststudium an der kaiserlichen Bibliothek jüdische Geschichte studiert hatte, veröffentlichte er 1887 auf Russisch sein erstes Buch Gedanken über das historische Schicksal des Judentums. Jüdische Kritiker, insbesondere Simon Dubnow, kritisierten es wegen der negativen Darstellung der zeitgenössischen Juden in Russland scharf als „antijüdisch“. Von der russischen Opposition wurde das Buch positiv aufgenommen. Schitlowsky kehrte enttäuscht nach Witebsk zurück.
Wegen seiner drohenden Verhaftung 1888 flüchtete Schitlowsky aus Witebsk nach Berlin, wo er Vera (von) Lochow heiratete, seine nichtjüdische revolutionäre Mitstreiterin aus Witebsk. Im Herbst wurde er jedoch aufgrund der Sozialistengesetze aus Preußen ausgewiesen. Das Paar ging in die Schweiz, wo er in Zürich und Bern bei Ludwig Stein Philosophie und Nationalökonomie studierte. 1892 schloss er seine Studien mit einer Dissertation über Abraham ibn Daud und der Beginn der aristotelischen Phase der jüdischen Religionsphilosophie und der Promotion zum Dr. phil. ab. Seine Frau Vera, die den Lebensunterhalt sicherte, betrieb einen Mittagstisch für russische Studenten. Das Paar bekam sechs Kinder.
1897 nahm Schitlowsky am ersten Zionistenkongress in Basel teil. Er war gegen die Gründung einer zionistischen Partei und schlug stattdessen als losere Verbindung eine „Liga“ vor, der Anhänger verschiedener politischer Strömungen beitreten könnten. Am Abend nach dem Kongress hielt er eine Rede vor dem Studentenklub Tsaitgaist (Zeitgeist), in der er sich vehement für das Jiddische und gegen das Hebräische als Sprache der zionistischen Bewegung einsetzte.
In den Jahren 1899 bis 1903 nahm er am Revisionismusstreit in der deutschen Sozialdemokratie teil. Bereits 1895 hatte er in den Wiener Deutschen Worten des österreichischen Sozialdemokraten Engelbert Pernerstorfer eine philosophische Kritik der hegelschen Dialektik und des Marxismus veröffentlicht. Diese Arbeit wurde in gekürzter und zugespitzter Form auch in den Sozialistischen Monatsheften veröffentlicht. 1899 erschien, im Vorfeld des Brünner Parteitages der österreichischen Sozialdemokratie, ebenfalls bei Pernerstorfer, seine Abhandlung Der Sozialismus und die Nationalitätenfrage, in der er seinen Standpunkt zur „nationalen Frage“ grundsätzlich entwickelte. 1899 beteiligte er sich in den Sozialistischen Monatsheften an der Polemik zwischen Georgi Walentinowitsch Plechanow und Eduard Bernstein zur Frage des philosophischen Materialismus.
Im Jahre 1903 trennte er sich von seiner Familie, nahm 1904 als Delegierter der Partei der russischen Sozialrevolutionäre am Internationalen Sozialistenkongress in Amsterdam teil und begab sich mit Jekaterina Konstantinowna Breschko-Breschkowskaja, „der Großmutter der Russischen Revolution“ in die USA, um dort Spenden für die neue Partei zu sammeln. Bei ihrer Reise durch das Land wurden sie besonders enthusiastisch von den russisch-jüdischen Anarchisten begrüßt, u. a. von Emma Goldmann, die jedoch seine nationaljüdischen Vorstellungen ablehnte. Schitlowsky übersetzte die Reden der Breschkowskaja vor jüdischen Arbeitern ins Jiddische, außerdem hielt er eigene Vorträge über Judentum, Marxismus und ethischen Sozialismus. Innerhalb weniger Monate gehörte er zu den bekanntesten und meistdiskutierten Personen des radikalen linken Spektrums der jüdischen Arbeiterbewegung in New York.
Unter dem Eindruck des Pogroms von Kischinjow und in Protest gegen die legalistische Haltung der zionistischen Gruppen in Russland, auch der Arbeiterzionisten, gründeten sozialistisch gesinnte Zionisten um Mosche Silberfarb, Nachman Syrkin und Schmuel Niger die Gruppe Vozrozhdenie (Renaissance), die ähnliche Positionen wie Schitlowsky vertrat. Bisher war Schitlowsky, wie der Allgemeine Jüdische Arbeiterbund für eine reine personelle Autonomie der Juden eingetreten, d. h., die Juden sollten überall dort, wo sie lebten, als Personen kulturelle Autonomie genießen. Die Sammlung in einem bestimmten Territorium war nicht vorgesehen. Angesichts der Kischinewer Pogrome änderte Schitlowsky seine Meinung und wurde zum Territorialisten, d. h., er trat nun aus Gründen der notwendigen Selbstverteidigung für die kollektive Ansiedlung der Juden an einem bestimmten Ort – nicht notwendig Palästina – ein. Die Vozrozhdenie-Gruppe, der sich Schitlowsky anschloss, vertrat den Standpunkt, dass die personelle Autonomie der Juden nur ein erster Schritt sein könne, um die Kräfte zur Erringung eines eigenen Landes zu sammeln. Aus diesem Grunde sollten die Juden in den Ländern, in denen sie lebten, eine eigene Kammer („Sejm“) wählen. Dies unterschied Vozrozhdenie von den Zionisten, die sich für die Politik in Russland, Rumänien usw. nicht interessierten, sondern alle Energie auf die Einwanderung und den Aufbau in Palästina konzentrieren wollten. Vozrozhdenie engagierte sich im jüdischen Selbstschutz gegen Pogrome, rief zu gewerkschaftlichen Streikaktionen auf und bekämpfte den Zarismus. Ziel war, nicht nur die Lebensbedingungen der Juden zu verbessern, sondern auch das jüdische Selbstbewusstsein zu stärken und die Voraussetzungen für die nationale Erneuerung und ein späteres Territorium zu schaffen. Vozrozhdenie forderte eine „kämpfende nationale Partei“, die – anders als die Zionisten – am Befreiungskampf der Völker Russlands gegen den Zarismus teilnehmen sollte. Aus dieser Gruppe ging im April 1906 die Jüdische Sozialistische Arbeiterpartei (SERP auch „Semisten“ genannt) hervor. Schitlowsky selbst hielt sich zu dieser Zeit in den USA auf.
Nach dem Oktobermanifest 1907 kehrte Schitlowsky über Finnland nach Russland zurück und publizierte in verschiedenen Blättern (u. a. in Dos Folk, dem von ihm redigierten Wochenblatt der Sozialisten-Territorialisten) seine Ideen einer Synthese von Sozialismus, Nationalismus, jüdischem Autonomismus und Territorialismus.
1908 war er einer der Initiatoren der jüdischen Sprachkonferenz in Czernowitz. Gemeinsam mit Nathan Birnbaum lud er zu dieser Konferenz ein. Birnbaum wurde zum Präsidenten der Konferenz gewählt, Schitlowsky und der Dichter Jizchok Leib Perez wurden Vizepräsidenten. Schitlowsky leitete die meisten Sitzungen der Konferenz und übte einen dominierenden Einfluss aus.
Im selben Jahr wanderte er in die USA aus, wo er ein Führer der jüdischen Arbeiterbewegung wurde und in New York 1908 die Monatsschrift Dos naje Leben begründete, die bis 1913 Bestand hatte. Er warb für den Jüdischen Weltkongress und führte seine Partei und die anderen jüdisch-sozialistischen Gruppen mit Ausnahme des sozialdemokratischen Bund in die arbeiterzionistischen Partei Poalei Zion. Seit 1913 entwickelte er eine ausgedehnte Reisetätigkeit und war in verschiedenen Ländern Mittel- und Osteuropas sowie in Palästina unterwegs. Dort sprengten junge Aktivisten seine Vorträge, da er die jiddische statt der hebräischen Sprache propagierte.
1910 erschien in New York unter dem Titel Die Philosophie, was sie ist und wie sie sich entwickelt hat seine zweibändige Philosophiegeschichte. Sie hat über ihren philosophischen Inhalt hinaus Bedeutung, da Schitlowsky darin eine jiddische Terminologie zur Behandlung dieser Themen entwickelte. Als populärwissenschaftlicher Autor schrieb er u. a. über Einsteins Relativitätstheorie. Seinen Lebensunterhalt verdiente er als Journalist für die jiddische Tageszeitung Der Tog. Seine Gesammelten Schriften erschienen zwischen 1912 und 1919 in New York in zehn Bänden.
1943 starb Chaim Schitlowsky auf einer Vortragsreise in Kanada.

## Werke (Auswahl)
- Gedanken über die geschichtlichen Schicksale der Juden, 1887 (in Russisch)
- Der Traum fun a Lediggeher, London 1891
- Sozialismus und Kämpfe für politische Freiheit, 1898[19]
- Das jüdische Volk und die jüdische Sprache, 1903[20]
- Der Sozialismus und die nationale Frage, 1907 (in Jiddisch)
- Die Philosophie, was sie ist und wie sie sich entwickelt hat, New York 1910, 2 Bände, in Jiddisch, 2. Aufl. 1920
- Ökonomischer Materialismus und nationale Frage. In: Archiv für die Geschichte des Widerstandes und der Arbeit, Bd. 19 (2011), S. 61–80 (auf Deutsch)
- Nationalismus und Klassenpolitik des Proletariats. In: Archiv für die Geschichte des Widerstandes und der Arbeit, Bd. 19 (2011), S. 81–112 (auf Deutsch)
- Gezamelte Schriften (Gesammelte Schriften), New York 1912–1919, 10 Bände (in Jiddisch). Darin [Titel in deutscher Übersetzung]:
  - I. 1. Tolstoi, Nietzsche, Karl Marx. 2. Über Andrejews Anatema
  - II. 1. Vorlesungen über den naturphilosophischen Materialismus. 2. Über die Zukunft der Völker in Amerika
  - III. 1. Das Programm und die Ziele der Monatsschrift „Dos naje Leben“. 2. Historische Ideen-Verbindungen. 3. Die Geschichtsphilosophie und das Endziel. 4. Moses Hess, der Sozialist, der Philosoph, der Jude. 5. Dr. Max Nordau und der politische Zionismus
  - IV. 1. Nationalität und Progreß. 2. Jüdische Geistesgrößen. 3. Bundismus, Zionismus, Territorialismus, Sozialismus. 4. Die Jüdische Sprachbewegung und die Czernowitzer Konferenz. 5. Jiddisch und Hebräisch. 6. Religion und Nation. 7. Tod und Wiedergeburt von Göttern und Religionen. 8. Die nationalpoetische Wiedergeburt der jüdischen Religion
  - V. 1. Der Kampf für Volk und Sprache. 2. Aus fremden Sprachen
  - VI. 1. Der ökonomische Materialismus und die nationale Frage. 2. Der Nationalismus und die Klassenpolitik des Proletariats. 3. Die bittere Wahrheit [über Antisemitismus]
  - VII. 1.Die Moralphilosophie und das Endziel. 2. Der Materialismus und die dialektische Logik. 3. Der Stuttgarter Kongreß [Internationaler Sozialistenkongress]. 4. Herr [sic] Dubnows „geistiger“ Materialismus
  - VIII. In schweren Zeiten [Artikel über den Ersten Weltkrieg]
  - IX. und X. 1. Zeitartikel. 2. Der geistige Kampf des jüdischen Volkes. 3. Die Entstehung des Marxismus